# Mikołaj Janssen
Mikołaj Jassen (ur. 1532 w Heeze, zm. 9 lipca 1572 w Brielle) – holenderski kapłan, kapelan, franciszkański teolog, jeden z męczenników z Gorkum i święty Kościoła katolickiego.

## Życiorys
Mikołaj Jassen urodził się w 1532 roku. Był teologiem franciszkańskim. Aresztowany w czasie prześladowań katolików przez kalwinistów. Za odmowę wyrzeczenia się wiary w obecność Chrystusa pod postaciami Eucharystycznymi i przywiązanie do papiestwa został stracony przez powieszenie. Beatyfikowany 24 listopada 1675 roku przez papieża Klemensa X, a kanonizowany 29 czerwca 1867 roku przez papieża Piusa IX.